# Grijpstra & De Gier (televisieserie)
Grijpstra & De Gier is een Nederlandse televisieserie, gebaseerd op de boeken van Janwillem van de Wetering. De serie is begonnen op 19 maart 2004. Grijpstra & De Gier is opgenomen in Zaandam.
Vanaf 19 april 2007 wordt de serie ook uitgezonden in Vlaanderen, door VTM.

## Verhaalformule
Grijpstra & De Gier zit niet zo vast aan zijn verhaalformule als Baantjer, maar heeft toch enkele terugkerende punten:
1. Er wordt een lijk gevonden, of er wordt een misdaad (bijvoorbeeld mishandeling) gepleegd.
2. Er wordt een broodje gegeten bij Fred.
3. Grijpstra en De Gier zitten bij 'gevonden voorwerpen' in het bureau te drummen, de commissaris (of een ander) komt erbij.
4. Grijpstra en De Gier praten samen op de veerpont.

En tussendoor worden natuurlijk de verdachten verhoord en familieleden ondervraagd.
Elke week heeft Grijpstra 'problemen' met zijn vrouw. Hij vergeet iets mee te nemen/te kopen, of komt een dag of meer niet (op tijd) thuis. Hij moet het dan goedmaken.
In de seizoenen 1 t/m 3 sjanste Hetty geregeld met Rinus de Gier. Ze helpt hem (graag) en knipoogt naar hem. Ze krijgen nooit een echte relatie. Mede doordat Hetty uiteindelijk vertrok en vervangen werd door Jazz. Na het plotse vertrek van Jazz is Puk de derde baliemedewerker.
Cardozo probeert zich geliefd te maken door elke keer hulp aan te bieden, wat af en toe lukt, en waar hij ook af en toe succes mee boekt.

## Rolverdeling per seizoen
Legenda
 = Hoofdrol
 = Bijrol
 = Geen rol
| Jack Wouterse                | Henk Grijpstra     | 13 | 13 | 10 | 10 | 46 |
| Roef Ragas                   | Rinus de Gier      | 13 | 13 | 10 |    | 36 |
| Waldemar Torenstra           | Rinus de Gier      |    |    |    | 10 | 10 |
| Jasper van Overbruggen       | Simon Cardozo      | 13 | 13 | 10 | 10 | 46 |
| Lex van Delden               | Commissaris        | 13 | 13 | 10 | 10 | 46 |
| Anniek Pheifer               | Hetty Mulder       | 13 | 13 | 2  |    | 28 |
| Manoushka Zeegelaar-Breeveld | Juliana Wilson     |    |    | 8  |    | 8  |
| Frans de Wit                 | Fred               | 13 | 13 | 10 | 10 | 46 |
| Annick Boer                  | Puk                |    |    |    | 10 | 10 |
| Judy Doorman                 | patholoog          |    | 1  | 5  |    | 6  |
| Sabrina van Halderen         | patholoog          |    | 2  |    | 3  | 5  |
| Ricky Koole                  | Elise van Landzaat |    |    |    | 4  | 4  |

## Bekende lijken/gastrollen
Net zoals in Baantjer komen er in Grijpstra & De Gier bekende acteurs en actrices voor in gastrollen. Voorbeelden zijn Monic Hendrickx, Robine van der Meer, Chris Tates, Hajo Bruins, Pierre Bokma, Raymond Thiry, Bram van der Vlugt, Tom Jansen, Eva van de Wijdeven, Susan Visser, Caya de Groot, Bracha van Doesburgh en Koen Wouterse. In de zevende aflevering verscheen er een 'bekend lijk', oftewel een BN'er die het lijk speelt: Adèle Bloemendaal.

## Seizoenen
Een seizoen van Grijpstra & De Gier bestaat uit circa 13 of 10 afleveringen. Terwijl er in Baantjer altijd een lijk wordt gevonden aan het begin van een aflevering, is dat bij Grijpstra & De Gier niet altijd het geval. Soms is er een vermissing, of moet het duo een zaak van mishandeling oplossen.
- Seizoen 1: 19 maart 2004 t/m 21 mei 2004
- Seizoen 2: 4 maart 2005 t/m 22 april 2005
- Seizoen 3: 1 september 2006 t/m 15 december 2006
- Seizoen 4: 23 februari 2007 t/m 27 april 2007

## Afleveringen
Lijst van afleveringen van Grijpstra & De Gier

## Vaste personages

### Henk Grijpstra
(Jack Wouterse – 2004-2007).
Hij is de hoofdpersoon. Grijpstra heeft een slecht huwelijk en logeert daarom soms stiekem bij De Gier. Op het bureau zeurt hij weleens over zijn vrouw. Hij is stiekem jaloers op de alleenstaande De Gier. Door zijn collega's wordt hij aangesproken door 'adjudant'. Na een aantal afleveringen wordt duidelijk dat hij al jaren geen contact heeft met zijn drugsverslaafde zoon. Grijpstra heeft het niet zo nauw met de regels en is soms wat agressief tegen verdachten. Hij heeft een soort vriendschap met een straathondje dat hij regelmatig voert. In aflevering Stille Razernij raakt hij in de problemen wanneer hij een twaalfjarig jongetje slaat dat vuurwerk naar het hondje gooit.
Familieleden:
- Vrouw: Mevrouw Grijpstra (onzichtbaar personage).

### Rinus de Gier
(Roef Ragas – 2004-2006) , (Waldemar Torenstra – 2007).
Hij is Grijpstra's werkpartner. Hij is niet getrouwd en heeft thuis alleen een kat om voor te zorgen. De Gier is stiekem jaloers op de getrouwde Grijpstra. In de aflevering Een Klassiek Geval (2004) wordt hij door een vrouw, Loreen (Hadewych Minis), gestalkt. Zijn vader heeft hem en zijn moeder in de steek gelaten toen hij een kind was; in aflevering De Terugkeer (2005) komt hij hem voor het eerst in jaren weer tegen. Zijn vader gebruikt hem echter om een Nederlands paspoort voor een illegale Colombiaanse vriendin te krijgen.
Al vanaf het begin van de serie is duidelijk dat De Gier in het geheim verliefd is op Hetty; hier werd steeds op ingespeeld bij gesprekken tussen de twee. Tot een echte relatie kwam het niet, maar in aflevering Nachtwerk (2005) hadden ze een onenightstand. De daarop volgende relatie was van korte duur: in de volgende aflevering, Eenzame Hoogte (2006), speelde De Giers bindingsangst op en gingen hij en Hetty uit elkaar.
In seizoen 4 (2007) krijgt de Gier een relatie met Elise van Landzaat (Ricky Koole) een vrouwelijke OVJ. Haar vader Frits van Landzaat
(Krijn ter Braak) is advocaat en helpt zijn dochter met veel zaken van het OM.
In augustus 2006 werd bekend dat Roef Ragas na seizoen 4 zou stoppen met de serie; hij werd opgevolgd door Waldemar Torenstra. In een interview vertelde Ragas dat hij vertrok omdat hij zich niet prettig voelde in het strakke format van de serie.
Familieleden:
- Vader: Cor de Gier (Hans Veerman, 2005).

### Simon Cardozo
(Jasper van Overbruggen – 2004-2007).
Hij is de 'jonge hond' op het bureau. Cardozo is een slimme rechercheur, maar zijn theorietjes werken soms op de zenuwen van Grijpstra en De Gier. Daarom maken ze weleens vervelende opmerkingen tegen hem, maar hij negeert dat. In aflevering Nachtwerk (2005) wordt Cardozo ernstig gewond naar het ziekenhuis gebracht nadat hij beschoten is. Het lijkt erop dat hij zich te diep in duistere zaakjes heeft gestort; er wordt xtc in zijn bloed gevonden en in zijn zak vindt men het wapen waarmee in dezelfde aflevering een moord werd gepleegd. Zijn vriendin Annemarie Terbrugge (Toncy van Eersel) geeft Grijpstra de schuld; het zou komen door zijn constante lullige opmerkingen richting Cardozo, die zich hierom zou willen bewijzen tegenover zijn collega's.

### Hetty Mulder
(Anniek Pheifer – 2004-2006).
Receptioniste Hetty is de enige vrouw op het bureau. Bijna iedereen daar heeft wel een oogje op haar, maar ze trekt meestal op met Cardozo (als gewone vriendin). Halverwege seizoen 1 blijkt er iets met Hetty aan de hand te zijn. De Gier ontdekt dat ze stiekem een callgirl is. Iemand chanteert haar ermee, en dwingt haar met dossiers te knoeien. Ook blijkt ze in het verleden seksueel misbruikt te zijn door haar stiefvader, Henk Faanhoff. Als die na 8 jaar uit de gevangenis komt en prompt wordt doodgeschoten (aflevering Welkom Thuis!), zijn Hetty en haar zus Carla de mogelijke daders. Aan het einde van deze aflevering vertrekt ze uit het bureau, maar in de eerste aflevering van het tweede seizoen, Uit Naam der Liefde (2005) keert ze weer terug. In aflevering Machteloos (2005) wordt ze ontvoerd, maar weer gevonden.
In de aflevering Nachtwerk (2005) begint Hetty een relatie met De Gier, die al jaren heimelijk verliefd op haar is. Echter, in de volgende aflevering, Eenzame Hoogte (2006) gaan ze weer uit elkaar wanneer De Giers bindingsangst opspeelt. Hetty neemt hierna ontslag. Ze wordt eerst opgevolgd door ene Hans (Benjamin de Wit), maar deze vertrekt al snel weer, waarna permanente opvolgster Jazz zich aandient, gespeeld door Manoushka Zeegelaar Breeveld.
Familieleden:
- Zus: Carla Coninckx (Maartje Remmers, 2004).
- Stiefvader: Henk Faanhoff (Matthias Maat, 2004).

### Juliana 'Jazz' Wilson
(Manoushka Zeegelaar Breeveld – 2006)
De Surinaamse Jazz verschijnt voor het eerst in de derde aflevering van het vierde seizoen, Dodelijk toeval (2006). Ze is de alleenstaande moeder van twee jonge kinderen, Miles en Martin, die in haar eerste aflevering op het bureau blijven wanneer hun school staakt. Jazz heeft ook nog een oom, Charles, die medicijnman is. Zij laat hem De Giers stervende kat Olivier genezen, wat lijkt te werken. Alleen ontdekt De Gier later dat hij een andere kat heeft meegekregen.
In seizoen 4 was er een nieuwe baliemedewerker. Het is niet bekendgemaakt waarom Jazz opeens weg was.
(in de laatste aflevering van seizoen 3 (De afrekening) is haar zoon ontvoerd; misschien heeft ze daarom ontslag genomen!?)
Familieleden:
- Oom: Charles (2006)
- Zoon: Miles Wilson (Nigel Person, 2006)
- Zoon: Martin Wilson (Elijah Maartens, 2006)

### Puk
(Annick Boer – 2007).
Puk is na Jazz de derde baliemedewerker. Puk werkt al langer bij de politie maar werkte eerst op een andere afdeling. In seizoen 4 komt ze het team van Grijpstra & De Gier versterken.

### Commissaris
(Lex van Delden – 2004-2007).
De commissaris weet uit ervaring dat je de regels soms moet buigen. Hij heeft reumatiek; in de aflevering Een Vallende Ster (2004) moeten Grijpstra en De Gier hem daarom thuis bezoeken.

### Fred
(Frans de Wit – 2004-2007).
Fred heeft een broodjeszaak waar Grijpstra en De Gier vaak eten. Zijn rol valt te vergelijken met die van Lowietje in Baantjer, al krijgt Grijpstra niet, zoals De Cock in Baantjer, ideeën door terloopse opmerkingen van Fred.

### Het hondje
(Jip – 2004-2005).
Dit zwerfhondje komt regelmatig voor in de serie; Grijpstra heeft er een goede vriendschap mee en voert het regelmatig.